# Кудравец, Андрей Русланович
Андрей Русланович Кудравец (бел. Андрэй Русланавіч Кудравец; род. 2 сентября 2003, Борисов, Минская область) — белорусский футболист, вратарь московского «Динамо».

## Карьера

### БАТЭ

#### Начало карьеры
Воспитанник ДЮСШ-2 в Борисове. В 2019 году начал выступать за дубль борисовского БАТЭ. В 2020 году начал тренироваться с основной командой борисовчан, однако всё еще выступал за дубль. Дебютировал за основную команду 29 августа 2020 года в Кубке Беларуси против «Гранита», выйдя за замену на 78 минуте матча. В Высшей лиге в этом сезоне игрок так и не сыграл. Сезон 2021 года стал переломным для молодого вратаря. Дебют игрока в Высшей лиге состоялся 17 апреля 2021 года против «Энергетика-БГУ». Сам же дебют оказался случайным, потому что Антон Чичкан на предигровой разминке получил травму, а Кудравцу, который накануне сыграл в матче дублирующих составов, пришлось экстренно менять экипировку и занимать место в воротах. Матч оказался довольно достойным, ведь игрок пропустил гол только с пенальти. С той игры он часто выходил на поле. Сам же Кудравец стал самым молодым вратарём борисовчан. Стал обладателем Кубка Беларуси 23 мая 2021 года в матче против «Ислочи».

#### Сезон 2022
Сезон 2022 года вратарь начал с победы за Суперкубок Беларуси против солигорского «Шахтёра». Первый матч в новом сезоне отстоял на ноль против мозырьской «Славии», а сами борисовчане победили. В полуфинальных матчах Кубка Беларуси выиграли гродненский «Неман» по сумме матчей и вышли в финал турнира. В финале за Кубок Беларуси играл против «Гомеля», которому уступили титул. В августе 2022 года появилась информация, что вратарём заинтересовался турецкий «Коньяспор», против которого борисовский клуб встречался в рамках квалификации на Лигу конференций УЕФА. В конце августа 2022 года игрок подтвердил заинтересованность турецкого клуба, однако сослался на непростую ситуацию, чтобы поменять клубную прописку. По итогу чемпионата стал лучшим вратарём турнира с 14 сухими матчами и бронзовым призёром. Попал в символическую сборную Высшей лиги. Получил награду «Звёздный мяч» 2022 как лучший вратарь прошедшего чемпионата. В декабре 2022 года футболист был включён Международным центром спортивных исследований в топ-10 перспективных вратарей мира до 21 года.

#### Сезон 2023
В конце декабря 2022 года футболист продолжил тренироваться с БАТЭ. Первый матч за клуб сыграл 4 марта 2023 года в рамках Кубка Беларуси против бобруйской «Белшины». Вышел в полуфинал Кубка Беларуси, победив бобруйский клуб 11 марта 2023 года в ответном четвертьфинальном матче, хоть сам футболист остался в запасе. Первый матч в чемпионате сыграл 18 марта 2023 года против «Гомеля». В апреле 2023 года футболист попал в список самых перспективных игроков до 20 лет, где среди вратарей занял второе место. В конце апреля 2023 года футболист продлил свой контракт до конца 2024 года. По итогу полуфинальных матчей Кубка Беларуси обыграл гродненский «Неман» и вышел в финал. Стал серебряным призёром Кубка Беларуси, где в финале 28 мая 2023 года уступил жодинскому «Торпедо-БелАЗ». В июне 2023 года появилась информация, что к футболисту проявляло внимание московское «Динамо». В июле 2023 года футболист вместе с клубом отправился на квалификационные матчи Лиги чемпионов УЕФА. Первый матч в рамках еврокубкового турнира сыграл 11 июля 2023 года против албанского клуба «Партизани». Во втором квалификационном раунде футболист с клубом по сумме матчей уступил кипрскому «Арису» и отправился выступать в квалификации Лиги Европы УЕФА. В августе 2023 года появилась информация, что московское «Динамо» сделало официально предложения по футболисту, с условием, что тот останется в борисовском клубе на правах аренды до конца сезона. Затем руководство БАТЭ официально подтвердила о том, что российский клуб сделал официальное предложение. В рамках квалификаций Лиги Европы УЕФА вместе с клубом уступил молдавскому «Шерифу» и выбыл в квалификационный раунд плей-офф Лиги конференций УЕФА. После перехода в российский клуб футболист как минимум остался в борисовском клубе до окончания матчей Лиги конференций УЕФА. В квалификационном раунде плей-офф Лиги конференций УЕФА футболист вместе с клубом уступил по сумме матчей косоварскому «Балкани» и закончил еврокубковую компанию. В заключительной части чемпионата футболист выбыл из распоряжения клуба из-за травмы, который завершил на итоговом пятом месте. В декабре 2023 года футболист покинул клуб по окончании срока арендного соглашения.

### «Динамо» Москва
В августе 2023 года футболист подписал пятилетний контракт с московским «Динамо», который начал действовать с января 2024 года. В конце марта 2024 года футболист вернулся в распоряжение московского клуба, восстановившись после травмы. В апреле 2024 года футболист отправился также в распоряжение второй команды клуба. Дебютный матч за вторую команду клуба футболист сыграл 21 апреля 2024 года против московского «Спартака-2». Футболист на протяжении сезона продолжал выступать за вторую команду клуба, также с небольшой периодичностью попадая в заявку основной команды клуба, однако на поле так и не выходил. Дебютировал за основную команду клуба футболист 14 августа 2024 года в матче Кубка России против махачкалинского «Динамо», выйдя на поле в стартовом составе. Вместе со второй командой клуба футболист стал победителем дивизиона Второй лиги. В ноябре 2024 года футболист сыграл товарищеский матч в составе основной команды московского клуба против медиафутбольного клуба «Амкал», где при выходе из ворот сломал ногу Степану Костюкову. Первый матч в Дивизионе «А» за вторую команду футболист сыграл 15 марта 2025 года против «Калуги».

## Карьера в сборных
С 2019 по 2020 год выступал в юношеской сборной Беларуси до 17 лет как основной вратарь в квалификационных матчах Чемпионата Европы по футболу среди юношей до 17 лет против Венгрии, Сербии и Латвии. В январе 2020 года футболист вместе со сборной отправился выступать на Кубок Развития. В финале турнира футболист вместе со сборной одержал победу в серии пенальти против Таджикистана.
В 2021 году был вызван в сборную Беларуси до 19 лет также на квалификационные матчи Чемпионата Европы по футболу среди юношей до 19 лет. Здесь он вышел в матчах против Венгрии и Австрии.
В сентябре 2022 года был вызван в молодёжную сборную Беларуси. Дебютировал за сборную 21 сентября 2022 года против молодёжной сборной России, пропустив 6 голов.
В ноябре 2022 года футболист получил вызов в национальную сборную Беларуси. Дебютировал за сборную 17 ноября 2022 года в товарищеском матче против Сирии.

## Достижения
Клубные
БАТЭ
- Обладатель Кубка Беларуси: 2020/21
- Обладатель Суперкубка Беларуси: 2022

«Динамо-2» Москва
- Победитель Второй лиги (дивизион «Б»): 2024

Сборные
Беларусь (до 17)
- Обладатель Кубка Развития: 2020

Личные
- «Звёздный мяч» 2022: Лучший вратарь Высшей лиги